# Ingram, England
Ingram är en ort och civil parish i Storbritannien.   Den ligger i grevskapet och kommunen Northumberland i riksdelen England, i den centrala delen av landet, 500 km norr om huvudstaden London. Ingram ligger 127 meter över havet och antalet invånare är 119.
Terrängen runt Ingram är kuperad åt nordväst, men åt sydost är den platt. Runt Ingram är det ganska glesbefolkat, med 29 invånare per kvadratkilometer. Närmaste större samhälle är Alnwick, 17,2 km öster om Ingram. Trakten runt Ingram består i huvudsak av gräsmarker.